# Llista de partits polítics catalans anteriors al 1939
Aquesta llista de partits polítics catalans anteriors al 1939 només inclou aquells que van desenvolupar llurs activitats al Principat de Catalunya. Són els següents:
- Acció Anticomunista.
- Acción Española.
- Acción Social Española.
- Acción Social Humanista.
- Agrupación al Servicio de la República.
- Agrupación Republicana de Trabajadores.
- Bloc Català Treballista.
- Bloc Federal d'Esquerres.
- Centro Constitucional.
- Círculo de Concentración Española.
- Coalición de Defensa Obrera.
- Concentración Federal.
- Confederació Republicana Democràtica Federal de Catalunya.
- El Pacte. Partit Republicà Democràtic Federal de Catalunya.
- Esquerra Radical Socialista de Catalunya.
- Esquerra Republicana de Catalunya
- Esquerra Republicana i Antimperialista.
- Estat Català
- Estat Català-Partit Proletari
- Extrema Esquerra de Catalunya.
- Extrema Esquerra Republicana.
- Extrema Izquierda Federal.
- Federació Republicana Socialista de l'Empordà.
- Frente Españolista.
- Grupo Alfonso.
- Juventud de Acción Española.
- Liga de Actuación Constitucional.
- Movimiento Nacional de Trabajadores Demócratas.
- Partido de Concentración Española.
- Partido de Defensa del Ciudadano.
- Partido de Democracia Social.
- Partido de Unión Republicana.
- Partido Español Nacional Sindicalista.
- Partido Laborista Nacional.
- Partido Liberal Catalán.
- Partido Nuevo Catalán de Amor a España y al Orden.
- Partido Político Racionalista.
- Partido Republicano de Centro.
- Partido Republicano de Confraternidad Española.
- Partido Republicano Liberal Demócrata.
- Partido Republicano Radical Autonomista.
- Partido Republicano Radical Demócrata de Cataluña.
- Partido Republicano Radical Independiente.
- Partido Republicano. "Unión de Regionales en Cataluña".
- Partido Sindical Laborista.
- Partido Social Cooperatista.
- Partido Social Demócrata.
- Partido Social Revolucionario.
- Partido Socialista Monárquico Alfonso XIII.
- Partit Agrari de Catalunya.
- Partit Democràtic Socialista Obrer.
- Partit d'Esquerra Nacional a Catalunya (Izquierda Republicana Independiente).
- Partit Federal de Catalunya.
- Partit Radical Autònom de les Comarques Tarragonines.
- Partit Republicà d'Ordre de Catalunya (Partit Català de Centre).
- Partit Republicà Democràtic Federal "Regió Catalana".
- Partit Republicà Federal del Baix Empordà.
- Renovació Social.
- Sobirania Popular Directa.
- Unió Laborista de Catalunya.
- Unión Democrática del Trabajo (Izquierda Obrera Nacional).
- Unión Radical Revolucionaria.
- Unión Social Nacional.